# Jens Gad
Jens Gad (ur. 26 sierpnia 1966 w Monachium) – duński piosenkarz, gitarzysta i producent muzyczny. Wyprodukował m.in. albumy projektu Enigma Michaela Cretu, a także albumy jego żony Sandry.

## Albumy wyprodukowane przez Gada
- Contact (1986) – Fancy
- All or Nothing (1988) – Mili Vanilli
- NRG (1989) – Q
- Love Is No Science (1989) – Münchener Freiheit
- Welcome To The Soul Asylum (1991) – Angel X
- The Cross of Changes (1993) – Enigma
- Silver: Music from the Motion Picture (1993) – Enigma/BSO
- The Energy of Sound (1998) – Trance Atlantic Air Waves
- Snowin'Under My Skin (1998) – Andru Donalds
- My Favourities (1999) – Sandra
- The Screen Behind the Mirror (2000) – Enigma
- Freicheit Die Ich Meine (2000) – Münchener Freiheit
- Let's Talk About It (2001) – Andru Donalds
- Love Sensuality Devotion: The Greatest Hits (2001) – Enigma
- Love Sensuality Devotion: The Remix Collection (2001) – Enigma
- The Wheel of Time (2002) – Sandra
- Zeitmachine (2003) – Münchener Freiheit
- Voyageur (2003) – Enigma
- Secrets of Seduction (2005) – Enigmatic Obsession
- The Nine Worlds (2005) – Achillea
- Le Spa Sonique (2006) – Jens Gad Presents
- Amadas Estrellas (2007) – Achillea
- The Art of Love  (2007) – Sandra
- Back to Life (2009) – Sandra